# 1807 год в истории железнодорожного транспорта
1807 год в истории железнодорожного транспорта

## События
- 25 марта – первое пассажирское железнодорожное сообщение начато на железной дороге Суонси и Мамблза в Южном Уэльсе. Вагон запряжён лошадьми.[1]

## Персоны

### Родились
- 27 марта — Джеймс П. Кирквуд (агл. James P. Kirkwood), американский инженер, создатель виадука Старрукка, генеральный суперинтендант железной дороги Эри, председатель Американского общества гражданских инженеров (умер 1877)[2].
- 16 декабря — Уильям Генри Аспинволл, американский финансист, который помог построить Panama Railway (умер 1875).[3]

#### Неизвестная дата
- Оливер Эймс младший, президент Union Pacific Railroad 1866–1871, брат Оукса Эймса (умер 1877).[4]